# Петер К'єр
Петер К'єр (дан. Peter Kjær; нар. 5 листопада 1965, Фредерісія) — данський футболіст, що грав на позиції воротаря.
Виступав, зокрема, за клуби «Вайле», «Сількеборг» та «Абердин», а також національну збірну Данії.
Дворазовий чемпіон Данії. Володар Кубка Інтертото. У складі збірної — володар Кубка Конфедерацій.

## Клубна кар'єра
Народився 5 листопада 1965 року в місті Фредерисія. Вихованець футбольної школи клубу «Фредерисія».
У дорослому футболі дебютував 1983 року виступами за команду клубу «Вайле», в якій провів десять сезонів, взявши участь у 163 матчах чемпіонату. За цей час виборов титул чемпіона Данії.
Своєю грою за цю команду привернув увагу представників тренерського штабу клубу «Сількеборг», до складу якого приєднався 1993 року. Відіграв за команду із Сількеборга наступні вісім сезонів своєї ігрової кар'єри. Більшість часу, проведеного у складі «Сількеборга», був основним голкіпером команди. За цей час додав до переліку своїх трофеїв ще один титул чемпіона Данії, ставав володарем Кубка Інтертото.
У 2001 році захищав кольори команди клубу «Бешикташ».
Того ж року перейшов до клубу «Абердин», за який відіграв 2 сезони. Граючи у складі «Абердина» також здебільшого виходив на поле в основному складі команди. Завершив професійну кар'єру футболіста виступами за команду «Абердин» у 2003 році.

## Виступи за збірні
Протягом 1986–1988 років залучався до складу молодіжної збірної Данії. На молодіжному рівні зіграв у 13 офіційних матчах, пропустив 1 гол.
У 1988 року дебютував в офіційних матчах у складі національної збірної Данії. Протягом кар'єри у національній команді, яка тривала 15 років, провів у формі головної команди країни лише 4 матчі, пропустивши 1 гол.
У складі збірної був учасником розіграшу Кубка конфедерацій 1995 року у Саудівській Аравії, здобувши того року титул переможця турніру, чемпіонату світу 1998 року у Франції, чемпіонату Європи 2000 року у Бельгії та Нідерландах, чемпіонату світу 2002 року в Японії і Південній Кореї.

## Титули і досягнення
- Чемпіон Данії (2):

«Вайле»: 1984
«Сількеборг»: 1993—1994
- Володар Кубка Данії (1):

«Сількеборг»: 2000—2001
- Володар Кубка Інтертото (1):

«Сількеборг»: 1996
- Переможець Кубка конфедерацій: 1995